# Бад Бентхајм
Бад Бентхајм (њем. Bad Bentheim) град је у њемачкој савезној држави Доња Саксонија. Једно је од 26 општинских средишта округа Графшафт Бентхајм. Према процјени из 2010. у граду је живјело 15.682 становника. Посједује регионалну шифру (AGS) 3456001.

## Географски и демографски подаци
Бад Бентхајм се налази у савезној држави Доња Саксонија у округу Графшафт Бентхајм. Град се налази на надморској висини од 49 метара. Површина општине износи 100,0 km². У самом граду је, према процјени из 2010. године, живјело 15.682 становника. Просјечна густина становништва износи 157 становника/km².

## Међународна сарадња
| Мјесто | Држава    | Врста сарадње | Од    |
| ------ | --------- | ------------- | ----- |
| Асен   | Холандија | партнерство   | 1959. |
| Извор  |           |               |       |